# Министерство высшего образования Израиля
Министерство высшего и среднего образования ивр. המשרד לענייני השכלה גבוהה ומשלימה‎ было правительственным министерством, осуществляющий функции по выработке и реализации государственной политики и нормативно-правовому регулированию в сфере высшего образования. Было создано 35-м правительством Израиля и упразднено 36-м.
В 17 мая 2020 года, было объявлено, что будет назначен отдельный министр высшего образования. Идея отделения системы высшего образования от Министерства образования была впервые высказана бывшим министром образования Шаем Пироном, который поднял эту потребность, заявив, среди прочего, что «министр образования не может нести ответственность за мир высшего образования. У него нет на это времени!»
В июле 2021 года тридцать шестое правительство Израиля решило упразднить министерство и вернуть его полномочия Министерству образования; Этот шаг был завершен с одобрения Кнессета 3 августа того же года.

## Структура министерства
- Совет по высшему образованию
- Яд Вашем
- Отдел образования для взрослых
- Отдел еврейской культуры

## Министры
| Имя         | Партия | Года                    |
| ----------- | ------ | ----------------------- |
| Зеэв Элькин | Ликуд  | 17.05.2020 — 27.12.2020 |
| Иоав Галант | Ликуд  | 08.01.2021 — 06.08.2021 |